# Carol Connors

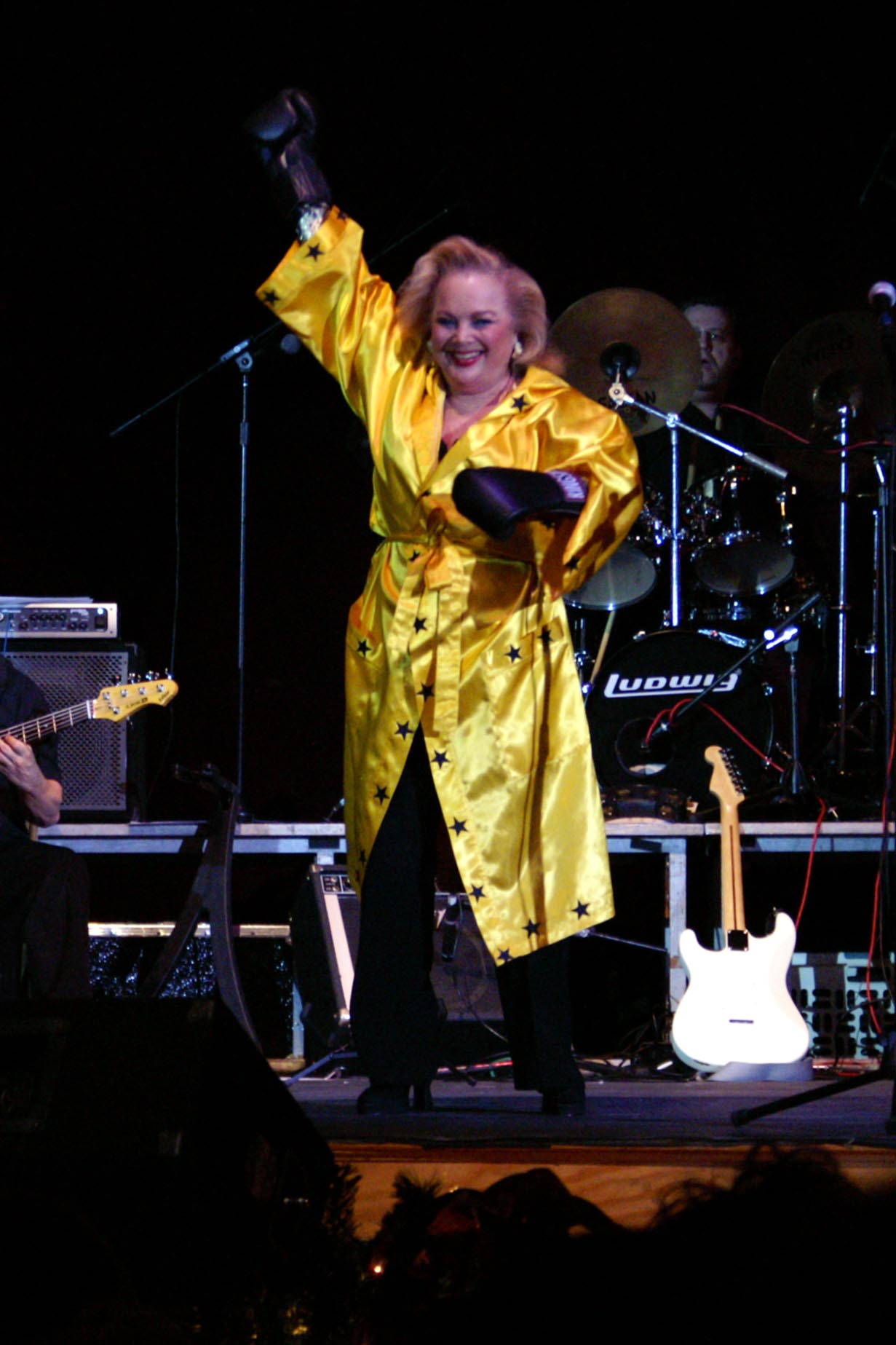
Carol Connors 2007

Carol Connors (geboren am 13. November 1940 in New Brunswick, New Jersey als Annette Kleinbard) ist eine US-amerikanische Singer-Songwriterin. Ihr bekanntestes Werk ist ihr Gesangsbeitrag zur The Teddy Bears’ Single To Know Him Is to Love Him. Sie schrieb außerdem das Lied Someone’s Waiting for You aus dem Zeichentrickfilm Bernard und Bianca – Die Mäusepolizei  zusammen mit Sammy Fain und Ayn Robbins sowie Gonna Fly Now aus Rocky zusammen mit Ayn Robbins und Bill Conti, für die sie jeweils eine Oscar-Nominierung erhielt.

## Leben
Annette Kleinbard wuchs in Los Angeles auf. Ihre Eltern waren polnische Juden. Während des Holocausts hatte sie viele Verwandte verloren. Sie besuchte die Fairfax High School in Los Angeles, Kalifornien.
Zusammen mit Phil Spector und Marshall Leib gründete sie das Pop-Trio The Teddy Bears. Bei der Nummer-eins-Single To Know Him Is to Love Him sang sie die Hauptstimme. Nach einem Album 1959 und weiteren Singles löste sich die Band wieder auf.
Später änderte sie ihren Namen zu Carol Connors. Sie machte sich einen Namen als Singer-Songwriterin und schrieb unter anderem Lieder wie Hey Little Cobra für The Rip Chords, With You I’m Born Again für Billy Preston und Syreeta Wright und For All Mankind auf dem Debütalbum von Guendalina Cariaggi.
Einen Namen machte sie sich vor allem als Songwriterin für Filmsongs. So schrieb sie 1967 Book of Love für den Strandfilm Catalina Caper, drei Songs für Bernard und Bianca – Die Mäusepolizei und It’s Wrong for Me to Love You für Butterfly – Der blonde Schmetterling (1982). Außerdem schrieb sie für A&Es 15 Films about Madonna, ein Special über die Künstlerin, den Song Madonna in the Mirror und drei Songs für die Pseudo-Doku-Romanze Courting Condi.
Für Someone’s Waiting for You aus dem Zeichentrickfilm Bernard und Bianca – Die Mäusepolizei  sowie Gonna Fly Now aus Rocky erhielt sie jeweils eine Oscar-Nominierung. Nicht so erfolgreich war It’s Wrong for Me to Love You, das für eine Goldene Himbeere nominiert war.
1999 wurde sie mit einem Stern auf dem Palm Springs Walk of Stars geehrt.
2011, im Alter von 71 Jahren, machte sie einen Fallschirmsprung mit anschließendem Konzert, um auf das Wounded Warrior Project aufmerksam zu machen.

## Diskografie

### Kompilationen
- 1976: JAMAICA - Legends & Other Tales  (mit Neville Willoughby & Leonie Forbes)
- 1977: Walt Disney's The Rescuers (Original Soundtrack)
- 2003: Carol Connors 1960-1965 (Cobra)

### Singles
- 1960: Alibi / What Difference Does It Makes (als Annette Bard)
- 1962: Big, Big Love
- 1962: Tommy Go Away
- 1962: What Do You See In Him  (mit Hank Levine and his Orchestra)
- 1963: Yum Yum Yamaha (mit The Cycles)
- 1964: Angel, My Angel
- 1964: I Still Love Him (mit The Joys)
- 1965: My Baby Looks, But He Don’t Touch
- 1965: Go Go G. T. O. (mit Carol & Cheryl)
- 1976: Discover Jamaica, Discover Me
- 1979: Gonna Fly Now (mit Bill Conti & Ayn Robbins)
- 2014: That's All It Takes / I Wanna Know